# Кист, Беренд
Беренд Кист (нидерл. Berend Kist; родился 13 января 1951 года) — нидерландский футболист, выступал на позиции правого полузащитника.
Профессиональную карьеру начал в 1972 году в амстердамском «Аяксе», до этого он выступал за любительский клуб ОВВО. За «Аякс» Кист провёл лишь два матча. Его дебют состоялся 25 марта 1973 года в гостевом матче чемпионата Нидерландов против клуба «Телстар», завершившемся победой «Аякса» со счётом 0:1. Кист отыграл весь первый тайм, однако на 46-й минуте он был заменён на Герри Клетона. С 1974 года Беренд выступал за амстердамский ДВВ.